# Darío de Jesús Monsalve Mejía
Darío de Jesús Monsalve Mejía (Valparaíso, 15 de março de 1948) é prelado colombiano da Igreja Católica Romana. Atualmente, está à frente da Arquidiocese de Cali, Colômbia, desde 2011. Serviu anteriormente como bispo-auxiliar de Arquidiocese de Medellín, de 1993 a 2001, e, a partir de então, como ordinário Málaga-Soatá, até ser elevado a acebispo coadjutor de Cali em 2010.

## Biografia
Nasceu em Valparaíso, Antioquia, território da Diocese de Jericó. Cursou o secundário no Seminário Menor São João Eudes de Jericó. Estudou Filosofia na Pontifícia Universidade Bolivariana de Medellín e Teologia na Pontifícia Universidade Javeriana de Bogotá.
Foi ordenado presbítero em 17 de outubro de 1976 para a Diocese de Jericó. Foi professor e diretor do seminário diocesano e responsável para a pastoral juvenil e vocacional, pároco em várias paróquias e diretor para o laicado da Conferência Episcopal da Colômbia. Entre 1986 e 1989, especializou-se em Teologia Bíblica na Pontifícia Universidade Gregoriana em Roma. De volta ao seu país, foi professor e reitor do Seminário Maior de Jericó.
Em 7 de outubro de 1993, o Papa João Paulo II nomeou-o bispo titular de Junca da Mauritânia e auxiliar da Arquidiocese de Medellín. Recebeu a consagração episcopal das mãos do núncio apostólico, Dom Paolo Romeo, auxiliado por Dom Augusto Aristizábal Ospina, bispo de Jericó, e por Dom Héctor Rueda Hernández, arcebispo de Medellín.
Em 25 de julho de 2001, foi nomeado bispo da Diocese de Málaga-Soatá, em Santander, e tomou posse em 29 de setembro do mesmo ano.
O Papa Bento XVI nomeou-o, em 3 de julho de 2010, arcebispo coadjutor de Cali, com direito a sucessão a Dom Juan Francisco Sarasti Jaramillo, CJM, então ordinário. A posse canônica aconteceu em 1 de agosto seguinte, na Catedral Metropolitana de Cali. Sucedeu ao governo episcopal com a renúncia de Dom Juan Francisco em 18 de maio de 2011.